# Campionati africani di badminton 2020
I Campionati africani di badminton 2020 si sono svolti a Il Cairo, in Egitto, dal 14 al 16 febbraio 2020. È stata la 23ª edizione del torneo, organizzato dalla Badminton Confederation of Africa.

## Podi
| Evento              | Oro                           | Argento                                       | Bronzo                               |
| Singolare maschile  | Georges Paul                  | Anuoluwapo Juwon Opeyori                      | Godwin Olofua                        |
| Singolare maschile  | Georges Paul                  | Anuoluwapo Juwon Opeyori                      | Adham Hatem Elgamal                  |
| Singolare femminile | Kate Foo Kune                 | Dorcas Ajoke Adesokan                         | Hadia Hosny                          |
| Singolare femminile | Kate Foo Kune                 | Dorcas Ajoke Adesokan                         | Doha Hany                            |
| Doppio maschile     | Doha Hany Hadia Hosny         | Dorcas Ajoke Adesokan Uchechukwu Deborah Ukeh | Grace Gabriel Chineye Ibere          |
| Doppio maschile     | Doha Hany Hadia Hosny         | Dorcas Ajoke Adesokan Uchechukwu Deborah Ukeh | Amy Ackerman Michelle Butler-Emmett  |
| Doppio femminile    | Amy Ackerman Johanita Scholtz | Mounib Celia Tanina Mammeri                   | Fadilah Mohamed Rafi Tracy Naluwooza |
| Doppio femminile    | Amy Ackerman Johanita Scholtz | Mounib Celia Tanina Mammeri                   | Husina Kobugabe Gladys Mbabazi       |
| Doppio misto        | Adham Hatem Elgamal Doha Hany | Koceila Mammeri Linda Mazri                   | Tejraj Pultoo Kobita Dookhee         |
| Doppio misto        | Adham Hatem Elgamal Doha Hany | Koceila Mammeri Linda Mazri                   | Ahmed Salah Hadia Hosny              |